# Захари-Стояново (Тырговиштская область)
Захари-Стояново (болг. Захари Стояново) — село в Болгарии. Находится в Тырговиштской области, входит в общину Попово. Население составляет 241 человек (2022).

## Политическая ситуация
В местном кметстве Захари-Стояново, в состав которого входит Захари-Стояново, должность кмета (старосты) исполняет Исмет Ахмет Кюллю (Движение за права и свободы (ДПС)) по результатам выборов.
Кмет (мэр) общины Попово — Людмил Веселинов (коалиция в составе 2 партий: Федерация Активного Гражданского Общества (ФАГО), Гражданский союз за новую Болгарию (ГСНБ)) по результатам выборов.

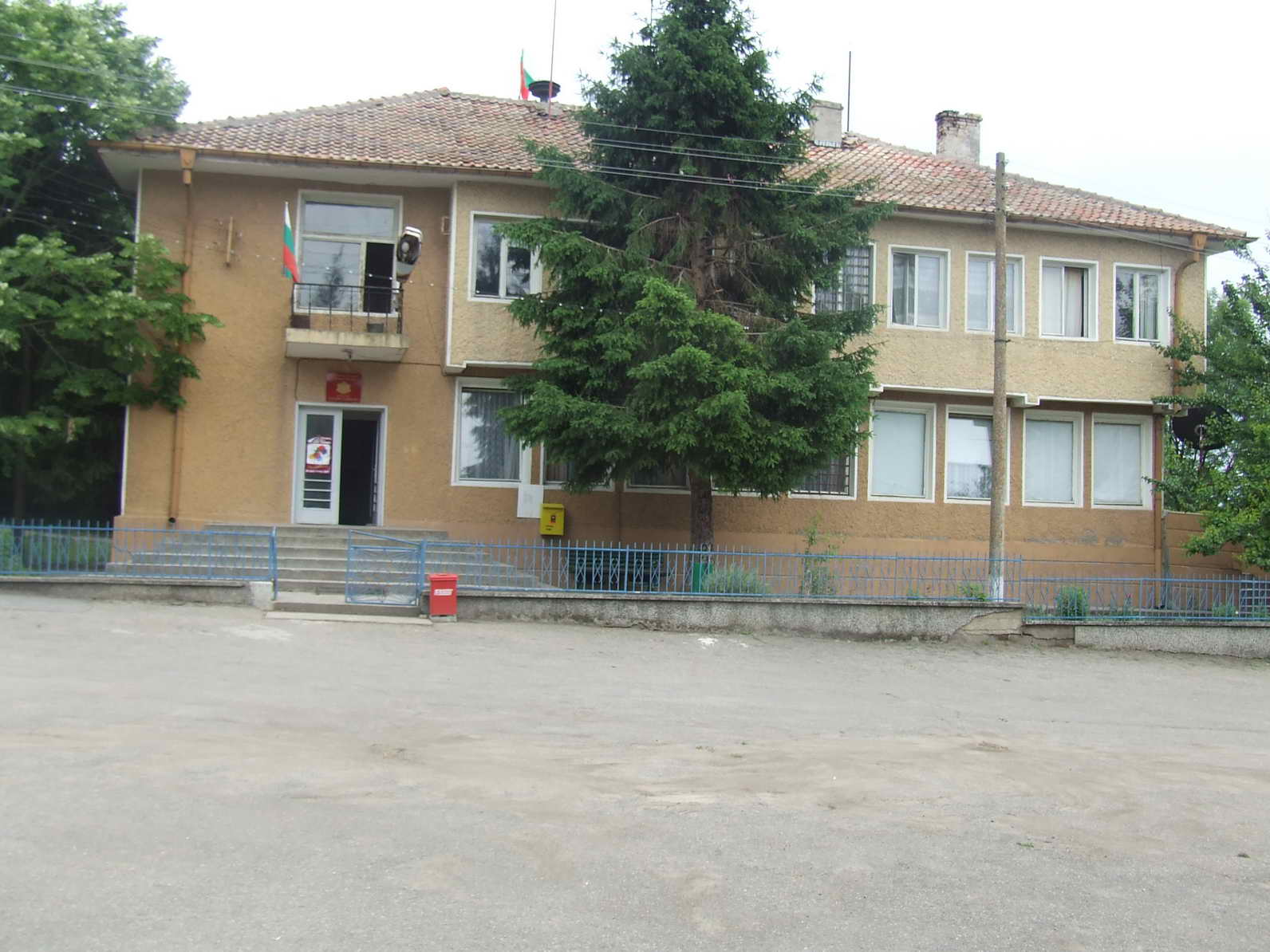
Кметство Захари-Стояново